# NGC 2958
NGC 2958 é uma galáxia espiral (Sbc) localizada na direcção da constelação de Leo. Possui uma declinação de +11° 53' 19" e uma ascensão recta de 9 horas, 40 minutos e 41,6 segundos.
A galáxia NGC 2958 foi descoberta em 7 de Março de 1877 por Édouard Jean-Marie Stephan.